# Хведелиани, Яков Романович
Яков Романович Хведелиани (груз. იაკობ რომანის-ძე ხვედელიანი) — советский хозяйственный, государственный и политический деятель, Герой Социалистического Труда.

## Биография
Родился в 1906 году в деревне Кристеси. Член КПСС.
С 1929 года — на хозяйственной, общественной и политической работе. В 1929—1978 гг. — механик Нижнеднепровского трубопрокатного завода имени Карла Либкнехта, инженер Тбилисского паровозоремонтного и авторемонтного заводов, инженер, заместитель директора, директор фабрики имени Кирова (Тбилиси), директор Тбилисского авиационного завода имени Георгия Димитрова.
Указом Президиума Верховного Совета СССР от 2 апреля 1966 года присвоено звание Героя Социалистического Труда с вручением ордена Ленина и золотой медали «Серп и Молот».
Избирался депутатом Верховного Совета Грузинской ССР 4-го, 5-го, 6-го, 7-го, 8-го, 9-го созывов.
Умер в Тбилиси 13 сентября 1978 года.